# ترکیب تیم‌های جام ملت‌های آسیا ۲۰۱۱
این مقاله فهرستی از ترکیب‌های تیم‌های حاضر در تورنمنت جام ملت‌های آسیای ۲۰۱۱ است که از ۷ تا ۲۹ ژانویهٔ سال ۲۰۱۱ در قطر برگزار شد.

## گروه A

### قطر
سرمربی:  برونو متسو
| شماره | جایگاه    | بازیکن                       | تاریخ تولد/سن           | بازی‌های ملی | باشگاه                   |
| ----- | --------- | ---------------------------- | ----------------------- | ----------- | ------------------------ |
| ۱     | دروازه‌بان | قاسم برهان                   | ۱۵ دسامبر ۱۹۸۵ (۲۵ سال) | ۱۷          | باشگاه ورزشی الغرافه     |
| ۲     | مدافع     | حامد اسماعیل                 | ۱۵ ژانویه ۱۹۸۶ (۲۴ سال) | ۹           | باشگاه ورزشی الریان      |
| ۳     | مدافع     | محمد کاسولا                  | ۱۳ اوت ۱۹۸۶ (۲۴ سال)    | ۱۰          | باشگاه ورزشی السد        |
| ۴     | هافبک     | لارنس کوی                    | ۲۲ اوت ۱۹۸۴ (۲۶ سال)    | ۶           | باشگاه ورزشی الغرافه     |
| ۵     | مهاجم     | حسن الهیدوس                  | ۱۱ دسامبر ۱۹۹۰ (۲۰ سال) | ۵           | باشگاه ورزشی السد        |
| ۶     | مدافع     | بلال محمد (کاپیتان (فوتبال)) | ۲ ژوئن ۱۹۸۶ (۲۴ سال)    | ۵۶          | باشگاه ورزشی الغرافه     |
| ۷     | هافبک     | وسام رزق                     | ۲۵ فوریه ۱۹۸۱ (۲۹ سال)  | ۳۸          | باشگاه ورزشی السد        |
| ۸     | مدافع     | مسعد الحمد                   | ۱۱ فوریه ۱۹۸۶ (۲۴ سال)  | ۳۱          | باشگاه ورزشی السد        |
| ۹     | مهاجم     | Jaralla Al Marri             | ۳ آوریل ۱۹۸۸ (۲۲ سال)   | ۶           | باشگاه ورزشی الریان      |
| ۱۰    | مهاجم     | حسین یاسر                    | ۱۹ ژانویه ۱۹۸۴ (۲۶ سال) | ۱۵          | باشگاه ورزشی زمالک       |
| ۱۱    | هافبک     | فابیو سزار موتزینی           | ۲۴ فوریه ۱۹۷۹ (۳۱ سال)  | ۲۲          | باشگاه ورزشی الریان      |
| ۱۲    | مهاجم     | یوسف احمد                    | ۱۴ اکتبر ۱۹۸۸ (۲۲ سال)  | ۱۵          | باشگاه ورزشی السد        |
| ۱۳    | مدافع     | ابراهیم ماجد                 | ۱۲ مه ۱۹۹۰ (۲۰ سال)     | ۳۱          | باشگاه ورزشی السد        |
| ۱۴    | هافبک     | خلفان ابراهیم                | ۱۸ فوریه ۱۹۸۸ (۲۲ سال)  | ۲۸          | باشگاه ورزشی السد        |
| ۱۵    | هافبک     | طلال البلوشی                 | ۲۲ مه ۱۹۸۶ (۲۴ سال)     | ۳۹          | باشگاه ورزشی السد        |
| ۱۶    | مهاجم     | محمد السید                   | ۱ ژانویه ۱۹۸۷ (۲۴ سال)  | ۵           | باشگاه ورزشی ام صلال     |
| ۱۷    | هافبک     | عبدالعزیز السلیطی            | ۱۱ ژوئن ۱۹۸۸ (۲۲ سال)   | ۰           | باشگاه فوتبال العربی قطر |
| ۱۸    | مدافع     | ابراهیم الغانم               | ۲۷ ژوئن ۱۹۸۳ (۲۷ سال)   | ۴۵          | باشگاه ورزشی الغرافه     |
| ۱۹    | مدافع     | خالد مفتاح                   | ۲ ژوئیه ۱۹۹۲ (۱۸ سال)   | ۲           | باشگاه ورزشی الدحیل      |
| ۲۰    | مهاجم     | علی عفیف                     | ۲۰ ژانویه ۱۹۸۸ (۲۲ سال) | ۲۶          | باشگاه ورزشی السد        |
| ۲۱    | دروازه‌بان | محمد مبارک                   | ۱۱ اوت ۱۹۸۴ (۲۶ سال)    | ۲           | باشگاه ورزشی القطر       |
| ۲۲    | دروازه‌بان | سعد الشیب                    | ۱۹ فوریه ۱۹۹۰ (۲۰ سال)  | ۳           | باشگاه ورزشی السد        |
| ۲۳    | مهاجم     | سباستین سوریا                | ۸ نوامبر ۱۹۸۳ (۲۷ سال)  | ۴۶          | باشگاه ورزشی القطر       |

### ازبکستان
سرمربی: وادیم آبراموف
| شماره | جایگاه    | بازیکن                         | تاریخ تولد/سن           | بازی‌های ملی | باشگاه                            |
| ----- | --------- | ------------------------------ | ----------------------- | ----------- | --------------------------------- |
| ۱     | دروازه‌بان | Temur Juraev                   | ۱۲ مه ۱۹۸۴ (۲۶ سال)     | ۹           | باشگاه فوتبال پخته‌کار             |
| ۲     | مهاجم     | Ulugbek Bakayev                | ۲۸ نوامبر ۱۹۷۸ (۳۲ سال) | ۲۹          | باشگال فوتبال توبول               |
| ۳     | مدافع     | شوکت مولاجانوف                 | ۱۹ ژانویه ۱۹۸۶ (۲۴ سال) | ۴           | باشگاه فوتبال آلمالیق             |
| ۴     | مدافع     | آنزور اسماعیلوف                | ۲۱ آوریل ۱۹۸۵ (۲۵ سال)  | ۲۷          | باشگاه فوتبال بنیادکار            |
| ۵     | مدافع     | Aziz Ibrahimov                 | ۲۱ ژوئیه ۱۹۸۶ (۲۴ سال)  | ۱۵          | باشگاه فوتبال بوهمیانس ۱۹۰۵       |
| ۶     | مدافع     | Sakhob Juraev                  | ۱۹ ژانویه ۱۹۸۷ (۲۳ سال) | ۱۴          | باشگاه فوتبال بنیادکار            |
| ۷     | هافبک     | عزیزبک حیدروف                  | ۸ ژوئیه ۱۹۸۵ (۲۵ سال)   | ۲۶          | باشگاه فوتبال بنیادکار            |
| ۸     | هافبک     | سرور جپاروف (کاپیتان (فوتبال)) | ۳ اکتبر ۱۹۸۲ (۲۸ سال)   | ۶۶          | باشگاه فوتبال سئول                |
| ۹     | هافبک     | عادل احمدوف                    | ۲۵ نوامبر ۱۹۸۷ (۲۳ سال) | ۳۳          | باشگاه فوتبال پخته‌کار             |
| ۱۰    | هافبک     | Shavkat Salomov                | ۱۳ نوامبر ۱۹۸۵ (۲۵ سال) | ۵           | باشگاه فوتبال نسف قرشی            |
| ۱۱    | هافبک     | مارات بیکمائف                  | ۱ ژانویه ۱۹۸۶ (۲۵ سال)  | ۲۲          | باشگاه فوتبال اسپارتاک ولادی‌قفقاز |
| ۱۲    | دروازه‌بان | ایگناتی نستروف                 | ۲۰ ژوئن ۱۹۸۳ (۲۷ سال)   | ۵۰          | باشگاه فوتبال بنیادکار            |
| ۱۳    | مهاجم     | Olim Navkarov                  | ۳ مارس ۱۹۸۳ (۲۷ سال)    | ۷           | Qizilqum Zarafshon                |
| ۱۴    | هافبک     | Stanislav Andreev              | ۶ مه ۱۹۸۸ (۲۲ سال)      | ۹           | باشگاه فوتبال پخته‌کار             |
| ۱۵    | مهاجم     | الکساندر گنریخ                 | ۶ اکتبر ۱۹۸۴ (۲۶ سال)   | ۵۵          | باشگاه فوتبال پخته‌کار             |
| ۱۶    | مهاجم     | ماکسیم شاتسکیخ                 | ۳۰ اوت ۱۹۷۸ (۳۲ سال)    | ۵۲          | باشگاه فوتبال آرسنال کی‌یف         |
| ۱۷    | هافبک     | سنجر تورسونوف                  | ۲۹ دسامبر ۱۹۸۶ (۲۴ سال) | ۲           | باشگاه فوتبال ولگا نیژنی نووگورود |
| ۱۸    | هافبک     | تیمور کاپاتزه                  | ۵ سپتامبر ۱۹۸۱ (۲۹ سال) | ۷۴          | باشگاه فوتبال بنیادکار            |
| ۱۹    | هافبک     | جاسور حسنوف (زاده ۱۹۸۳)        | ۲ اوت ۱۹۸۳ (۲۷ سال)     | ۱۸          | باشگاه ورزشی الدحیل               |
| ۲۰    | مدافع     | Farrukh Nurliboev              | ۶ ژانویه ۱۹۹۱ (۲۰ سال)  | ۱           | باشگاه فوتبال آلمالیق             |
| ۲۱    | دروازه‌بان | Murod Zukhurov                 | ۲۳ فوریه ۱۹۸۳ (۲۷ سال)  | ۱           | باشگاه فوتبال نسف قرشی            |
| ۲۲    | مدافع     | Viktor Karpenko                | ۷ سپتامبر ۱۹۷۷ (۳۳ سال) | ۴۵          | باشگاه فوتبال بنیادکار            |
| ۲۳    | هافبک     | Vagiz Galiullin                | ۱۰ اکتبر ۱۹۸۷ (۲۳ سال)  | ۷           | Sibir Novosibirsk                 |

### کویت
سرمربی:  Goran Tufegdžić
| شماره | جایگاه    | بازیکن                          | تاریخ تولد/سن           | بازی‌های ملی | باشگاه                              |
| ----- | --------- | ------------------------------- | ----------------------- | ----------- | ----------------------------------- |
| ۱     | دروازه‌بان | خالد الرشیدی                    | ۲۰ آوریل ۱۹۸۷ (۲۳ سال)  | ۰           | باشگاه ورزشی العربی کویت            |
| ۲     | مدافع     | Yaqoub Al Taher                 | ۲۷ اکتبر ۱۹۸۳ (۲۷ سال)  | ۴۶          | باشگاه فوتبال الاتفاق عربستان سعودی |
| ۳     | مدافع     | فهد عوض                         | ۲۶ فوریه ۱۹۸۵ (۲۵ سال)  | ۲۶          | باشگاه ورزشی الکویت                 |
| ۴     | مدافع     | حسین فاضل                       | ۹ اکتبر ۱۹۸۴ (۲۶ سال)   | ۳۶          | باشگاه ورزشی القادسیه کویت          |
| ۵     | هافبک     | Ahmad Ajab                      | ۱۳ مه ۱۹۸۴ (۲۶ سال)     | ۲۶          | باشگاه ورزشی القادسیه کویت          |
| ۶     | مدافع     | عامر الفضل                      | ۲۱ آوریل ۱۹۸۸ (۲۲ سال)  | ۱۴          | باشگاه ورزشی القادسیه کویت          |
| ۷     | هافبک     | فهد العنزی                      | ۱ سپتامبر ۱۹۸۸ (۲۲ سال) | ۱۶          | باشگاه ورزشی کاظمه کویت             |
| ۸     | هافبک     | صالح الشیخ                      | ۲۹ مه ۱۹۸۲ (۲۸ سال)     | ۳۱          | باشگاه ورزشی القادسیه کویت          |
| ۹     | هافبک     | علی مقصید                       | ۱۱ دسامبر ۱۹۸۶ (۲۴ سال) | ۱۲          | باشگاه ورزشی العربی کویت            |
| ۱۰    | مهاجم     | Khaled Khalaf                   | ۱۵ اوت ۱۹۸۳ (۲۷ سال)    | ۳۰          | باشگاه ورزشی العربی کویت            |
| ۱۱    | هافبک     | فهد الانصاری                    | ۲۵ فوریه ۱۹۸۷ (۲۳ سال)  | ۲۱          | باشگاه ورزشی القادسیه کویت          |
| ۱۲    | مهاجم     | Abdullah Al Shemali             | ۱۹ ژانویه ۱۹۸۸ (۲۲ سال) | ۵           | باشگاه ورزشی الشباب کویت            |
| ۱۳    | مدافع     | مساعد ندا                       | ۸ ژوئیه ۱۹۸۳ (۲۷ سال)   | ۶۸          | باشگاه ورزشی القادسیه کویت          |
| ۱۴    | هافبک     | طلال العامر                     | ۲۲ فوریه ۱۹۸۷ (۲۳ سال)  | ۲۱          | باشگاه ورزشی القادسیه کویت          |
| ۱۵    | هافبک     | ولید علی                        | ۳ نوامبر ۱۹۸۰ (۳۰ سال)  | ۶۸          | باشگاه ورزشی الکویت                 |
| ۱۶    | مهاجم     | Hamad Al Enezi                  | ۵ اکتبر ۱۹۸۶ (۲۴ سال)   | ۲۲          | باشگاه ورزشی القادسیه کویت          |
| ۱۷    | مهاجم     | بدر المطوع                      | ۱۰ ژانویه ۱۹۸۵ (۲۵ سال) | ۱۰۲         | باشگاه ورزشی القادسیه کویت          |
| ۱۸    | هافبک     | جراح العتیقی                    | ۱۵ اکتبر ۱۹۸۱ (۲۹ سال)  | ۴۸          | باشگاه ورزشی الکویت                 |
| ۱۹    | مدافع     | Ahmed Saad Al Rashidi           | ۱۶ اوت ۱۹۸۳ (۲۷ سال)    | ۸           | باشگاه ورزشی العربی کویت            |
| ۲۰    | مهاجم     | یوسف ناصر                       | ۹ اکتبر ۱۹۹۰ (۲۰ سال)   | ۱۸          | باشگاه ورزشی کاظمه کویت             |
| ۲۱    | هافبک     | عبدالعزیز المشعان               | ۱۹ اکتبر ۱۹۸۸ (۲۲ سال)  | ۱۱          | باشگاه ورزشی القادسیه کویت          |
| ۲۲    | دروازه‌بان | نواف الخالدی (کاپیتان (فوتبال)) | ۲۵ مه ۱۹۸۱ (۲۹ سال)     | ۴۵          | باشگاه ورزشی القادسیه کویت          |
| ۲۳    | دروازه‌بان | حمید یوسف                       | ۱۰ اوت ۱۹۸۷ (۲۳ سال)    | ۳           | باشگاه ورزشی السالمیه کویت          |

### چین
سرمربی: Gao Hongbo
| شماره | جایگاه    | بازیکن                   | تاریخ تولد/سن            | بازی‌های ملی | باشگاه                                  |
| ----- | --------- | ------------------------ | ------------------------ | ----------- | --------------------------------------- |
| ۱     | دروازه‌بان | Yang Zhi                 | ۶ ژوئن ۱۹۸۳ (۲۷ سال)     | ۲۱          | باشگاه فوتبال بیجینگ گوان               |
| ۲     | هافبک     | Li Xuepeng               | ۱۸ سپتامبر ۱۹۸۸ (۲۲ سال) | ۳           | باشگاه فوتبال دالیان هایچانگ            |
| ۳     | مدافع     | Wang Qiang               | ۲۳ ژوئیه ۱۹۸۴ (۲۶ سال)   | ۱۲          | باشگاه فوتبال گوانگ‌ژو آر و اف           |
| ۴     | مدافع     | Zhao Peng                | ۲۰ ژوئن ۱۹۸۳ (۲۷ سال)    | ۲۰          | باشگاه فوتبال هنان جیانیه               |
| ۵     | مدافع     | دو وی (کاپیتان (فوتبال)) | ۹ فوریه ۱۹۸۲ (۲۸ سال)    | ۵۴          | باشگاه فوتبال هانگژو گرین‌تاون           |
| ۶     | هافبک     | Zhou Haibin              | ۱۹ ژوئیه ۱۹۸۵ (۲۵ سال)   | ۴۲          | باشگاه فوتبال شاندونگ لیونگ             |
| ۷     | هافبک     | Zhao Xuri                | ۳ دسامبر ۱۹۸۵ (۲۵ سال)   | ۳۹          | باشگاه فوتبال بیجینگ رن                 |
| ۸     | مهاجم     | هائو جونمین              | ۲۴ مارس ۱۹۸۷ (۲۳ سال)    | ۳۰          | باشگاه فوتبال شالکه ۰۴                  |
| ۹     | مهاجم     | یانگ شو                  | ۱۲ فوریه ۱۹۸۸ (۲۲ سال)   | ۸           | باشگاه فوتبال لیائونینگ                 |
| ۱۰    | مهاجم     | Deng Zhuoxiang           | ۲۴ اکتبر ۱۹۸۸ (۲۲ سال)   | ۲۰          | باشگاه فوتبال شاندونگ لیونگ             |
| ۱۱    | مهاجم     | کو بو                    | ۱۵ ژوئیه ۱۹۸۱ (۲۹ سال)   | ۶۶          | باشگاه فوتبال بیجینگ رن                 |
| ۱۲    | دروازه‌بان | Guan Zhen                | ۶ فوریه ۱۹۸۵ (۲۵ سال)    | ۱           | باشگاه فوتبال جیانگسو سونینگ            |
| ۱۳    | مدافع     | لیو جیانی                | ۱۷ ژوئن ۱۹۸۷ (۲۳ سال)    | ۱۲          | باشگاه فوتبال جیانگسو سونینگ            |
| ۱۴    | هافبک     | Wang Song                | ۱۲ اکتبر ۱۹۸۳ (۲۷ سال)   | ۷           | باشگاه فوتبال هانگژو گرین‌تاون           |
| ۱۵    | هافبک     | Yu Tao                   | ۱۵ اکتبر ۱۹۸۱ (۲۹ سال)   | ۸           | باشگاه فوتبال شانگهای گرینلند شنهوآ     |
| ۱۶    | هافبک     | Huang Bowen              | ۱۳ ژوئیه ۱۹۸۷ (۲۳ سال)   | ۱۵          | باشگاه فوتبال بیجینگ گوان               |
| ۱۷    | مدافع     | ژانگ لینپنگ              | ۹ مه ۱۹۸۹ (۲۱ سال)       | ۱۴          | باشگاه فوتبال گوانگ‌ژو اورگراند تائوبائو |
| ۱۸    | مهاجم     | گائو لین                 | ۱۴ فوریه ۱۹۸۶ (۲۴ سال)   | ۴۱          | باشگاه فوتبال گوانگ‌ژو اورگراند تائوبائو |
| ۱۹    | هافبک     | Yang Hao                 | ۱۹ اوت ۱۹۸۳ (۲۷ سال)     | ۲۲          | باشگاه فوتبال بیجینگ گوان               |
| ۲۰    | مدافع     | Rong Hao                 | ۷ آوریل ۱۹۸۷ (۲۳ سال)    | ۲۶          | باشگاه فوتبال هانگژو گرین‌تاون           |
| ۲۱    | هافبک     | یوهای                    | ۴ ژوئن ۱۹۸۷ (۲۳ سال)     | ۱۹          | باشگاه فوتبال بیجینگ رن                 |
| ۲۲    | دروازه‌بان | زنگ چنگ                  | ۸ ژانویه ۱۹۸۷ (۲۳ سال)   | ۹           | باشگاه فوتبال هنان جیانیه               |
| ۲۳    | مدافع     | Li Jianbin               | ۱۹ ژانویه ۱۹۸۹ (۲۱ سال)  | ۰           | Chengdu Blades                          |

## گروه B

### ژاپن
سرمربی:  آلبرتو زاکرونی
| شماره | جایگاه    | بازیکن                          | تاریخ تولد/سن            | بازی‌های ملی | باشگاه                           |
| ----- | --------- | ------------------------------- | ------------------------ | ----------- | -------------------------------- |
| ۱     | دروازه‌بان | یجی کاواشیما                    | ۲۰ مارس ۱۹۸۳ (۲۷ سال)    | ۱۶          | باشگاه فوتبال لیرسه              |
| ۲     | مدافع     | ماساهیکو اینوها                 | ۲۸ اوت ۱۹۸۵ (۲۵ سال)     | ۰           | باشگاه فوتبال کاشیما آنتلرز      |
| ۳     | مدافع     | دایکی یواماسا                   | ۳۰ ژانویه ۱۹۸۲ (۲۸ سال)  | ۴           | باشگاه فوتبال کاشیما آنتلرز      |
| ۴     | مدافع     | یاسویوکی کونو                   | ۲۵ ژانویه ۱۹۸۳ (۲۷ سال)  | ۴۰          | باشگاه فوتبال توکیو              |
| ۵     | مدافع     | یوتو ناگاتومو                   | ۱۲ سپتامبر ۱۹۸۶ (۲۴ سال) | ۳۴          | باشگاه فوتبال چزنا               |
| ۶     | مدافع     | آتسوتو اوچیدا                   | ۲۷ مارس ۱۹۸۸ (۲۲ سال)    | ۳۴          | باشگاه فوتبال شالکه ۰۴           |
| ۷     | هافبک     | یاسوهیتو اندو                   | ۲۸ ژانویه ۱۹۸۰ (۳۰ سال)  | ۱۰۰         | باشگاه فوتبال گامبا اوساکا       |
| ۸     | مهاجم     | دایسوکه ماتسوی                  | ۱۱ مه ۱۹۸۱ (۲۹ سال)      | ۲۹          | Tom Tomsk                        |
| ۹     | مهاجم     | شینجی اوکازاکی                  | ۱۶ آوریل ۱۹۸۶ (۲۴ سال)   | ۳۵          | باشگاه فوتبال شیمیزو اس-پالس     |
| ۱۰    | هافبک     | شینجی کاگاوا                    | ۱۷ مارس ۱۹۸۹ (۲۱ سال)    | ۱۷          | باشگاه فوتبال بروسیا دورتموند    |
| ۱۱    | مهاجم     | ریویچی مادا                     | ۹ اکتبر ۱۹۸۱ (۲۹ سال)    | ۷           | باشگاه فوتبال جوبیلو ایواتا      |
| ۱۲    | مدافع     | ریوتا موریواکی                  | ۶ آوریل ۱۹۸۶ (۲۴ سال)    | ۰           | باشگاه فوتبال سانفریس هیروشیما   |
| ۱۳    | هافبک     | هاجیمه هوسوگای                  | ۱۰ ژوئن ۱۹۸۶ (۲۴ سال)    | ۳           | باشگاه فوتبال آگسبورگ            |
| ۱۴    | هافبک     | جونگو فوجیموتو                  | ۲۴ مارس ۱۹۸۴ (۲۶ سال)    | ۶           | باشگاه فوتبال شیمیزو اس-پالس     |
| ۱۵    | هافبک     | تاکویا هوندا                    | ۱۷ آوریل ۱۹۸۵ (۲۵ سال)   | ۰           | باشگاه فوتبال شیمیزو اس-پالس     |
| ۱۶    | هافبک     | یوسوکه کاشیواگی                 | ۱۵ دسامبر ۱۹۸۷ (۲۳ سال)  | ۱           | باشگاه فوتبال اوراوا رد دیاموندز |
| ۱۷    | هافبک     | ماکوتو هاسبه (کاپیتان (فوتبال)) | ۱۸ ژانویه ۱۹۸۴ (۲۶ سال)  | ۳۷          | باشگاه فوتبال وولفسبورگ          |
| ۱۸    | هافبک     | کیسوکه هوندا                    | ۱۳ ژوئن ۱۹۸۶ (۲۴ سال)    | ۲۳          | باشگاه فوتبال زسکا مسکو          |
| ۱۹    | مهاجم     | تاداناری لی                     | ۱۹ دسامبر ۱۹۸۵ (۲۵ سال)  | ۰           | باشگاه فوتبال سانفریس هیروشیما   |
| ۲۰    | مدافع     | میتسورو ناگاتا                  | ۶ آوریل ۱۹۸۳ (۲۷ سال)    | ۱           | باشگاه فوتبال اوراوا رد دیاموندز |
| ۲۱    | دروازه‌بان | شوساکو نیشیکاوا                 | ۱۸ ژوئن ۱۹۸۶ (۲۴ سال)    | ۳           | باشگاه فوتبال سانفریس هیروشیما   |
| ۲۲    | مدافع     | مایا یوشیدا                     | ۲۴ اوت ۱۹۸۸ (۲۲ سال)     | ۱           | باشگاه فوتبال فنلو               |
| ۲۳    | دروازه‌بان | شویچی گوندا                     | ۳ مارس ۱۹۸۹ (۲۱ سال)     | ۱           | باشگاه فوتبال توکیو              |

### اردن
سرمربی:  عدنان حمد
| شماره | جایگاه    | بازیکن                      | تاریخ تولد/سن            | بازی‌های ملی | باشگاه                              |
| ----- | --------- | --------------------------- | ------------------------ | ----------- | ----------------------------------- |
| ۱     | دروازه‌بان | عامر شفیع                   | ۱۴ فوریه ۱۹۸۲ (۲۸ سال)   | ۶۷          | باشگاه ورزشی الوحدات                |
| ۲     | مدافع     | Mohammad Muneer             | ۱۷ آوریل ۱۹۸۲ (۲۸ سال)   | ۴۱          | باشگاه فوتبال تشرین سوریه           |
| ۳     | مدافع     | سلیمان السلمان              | ۲۷ ژوئن ۱۹۸۷ (۲۳ سال)    | ۱۷          | باشگاه ورزشی الرمثا                 |
| ۴     | هافبک     | بها عبدالرحمن               | ۵ ژانویه ۱۹۸۷ (۲۴ سال)   | ۲۶          | باشگاه الفیصلی (امان)               |
| ۵     | مدافع     | محمد الدمیری                | ۳۰ اوت ۱۹۸۷ (۲۳ سال)     | ۶           | باشگاه ورزشی الوحدات                |
| ۶     | هافبک     | سعید مرجان                  | ۱۰ فوریه ۱۹۹۰ (۲۰ سال)   | ۲           | Al-Arabi                            |
| ۷     | هافبک     | Amer Deeb                   | ۴ فوریه ۱۹۸۰ (۳۰ سال)    | ۷۹          | باشگاه ورزشی الوحدات                |
| ۸     | مدافع     | Bashar Bani Yaseen          | ۱ نوامبر ۱۹۷۷ (۳۳ سال)   | ۸۷          | Al-Jazeera                          |
| ۹     | مهاجم     | عدی الصیفی                  | ۲۶ آوریل ۱۹۸۶ (۲۴ سال)   | ۳۲          | Alki Larnaca                        |
| ۱۰    | مهاجم     | Mo'ayyad Abu Keshek         | ۱۶ ژوئن ۱۹۸۳ (۲۷ سال)    | ۱۸          | باشگاه الفیصلی (امان)               |
| ۱۱    | هافبک     | Ra'ed Al-Nawateer           | ۵ مه ۱۹۸۸ (۲۲ سال)       | ۲۸          | Al-Jazeera                          |
| ۱۲    | دروازه‌بان | لوی العمایره                | ۳۰ نوامبر ۱۹۷۷ (۳۳ سال)  | ۳۱          | باشگاه الفیصلی (امان)               |
| ۱۳    | مهاجم     | حمزه الدردور                | ۱۲ مه ۱۹۹۱ (۱۹ سال)      | ۲           | باشگاه ورزشی الرمثا                 |
| ۱۴    | مهاجم     | عبدالله ذیب                 | ۳ مارس ۱۹۸۷ (۲۳ سال)     | ۴۲          | باشگاه فوتبال الشباب اردن           |
| ۱۵    | هافبک     | Shadi Abu Hash'hash         | ۲۰ ژانویه ۱۹۸۱ (۲۹ سال)  | ۱۴          | باشگاه فوتبال التعاون عربستان سعودی |
| ۱۶    | مدافع     | Basem Fat'hi                | ۱ سپتامبر ۱۹۸۲ (۲۸ سال)  | ۵۱          | باشگاه ورزشی الوحدات                |
| ۱۷    | مدافع     | حاتم عقل (کاپیتان (فوتبال)) | ۲۱ ژوئن ۱۹۷۸ (۳۲ سال)    | ۹۱          | باشگاه فوتبال الرائد عربستان سعودی  |
| ۱۸    | هافبک     | حسن عبدالفتاح               | ۱۷ اوت ۱۹۸۲ (۲۸ سال)     | ۵۵          | باشگاه ورزشی الوحدات                |
| ۱۹    | مدافع     | انس بنی یاسین               | ۲۹ نوامبر ۱۹۸۸ (۲۲ سال)  | ۳۰          | باشگاه فوتبال نجران عربستان سعودی   |
| ۲۰    | هافبک     | Alaa' Al-Shaqran            | ۲۱ آوریل ۱۹۸۸ (۲۲ سال)   | ۶           | باشگاه فوتبال الشباب اردن           |
| ۲۱    | هافبک     | Ahmad Abdel-Halim           | ۱۴ سپتامبر ۱۹۸۶ (۲۴ سال) | ۲۴          | باشگاه ورزشی الوحدات                |
| ۲۲    | دروازه‌بان | معتز یاسین                  | ۳ نوامبر ۱۹۸۲ (۲۸ سال)   | ۴           | باشگاه فوتبال الشباب اردن           |
| ۲۳    | هافبک     | Anas Hijah                  | ۱۳ ژوئیه ۱۹۸۸ (۲۲ سال)   | ۷           | باشگاه الفیصلی (امان)               |

### عربستان سعودی
سرمربی:  ژوزه پسیرو (پس از بازی اول اخراج و ناصر الجوهر جایگزین او شد)
| شماره | جایگاه    | بازیکن                            | تاریخ تولد/سن           | بازی‌های ملی | باشگاه                             |
| ----- | --------- | --------------------------------- | ----------------------- | ----------- | ---------------------------------- |
| ۱     | دروازه‌بان | ولید عبدالله                      | ۱۹ آوریل ۱۹۸۶ (۲۴ سال)  | ۳۴          | باشگاه فوتبال الشباب عربستان سعودی |
| ۲     | مدافع     | عبدالله الشهیل                    | ۲۲ ژانویه ۱۹۸۵ (۲۵ سال) | ۲۸          | باشگاه فوتبال الشباب عربستان سعودی |
| ۳     | مدافع     | اسامه هوساوی                      | ۳۱ مارس ۱۹۸۴ (۲۶ سال)   | ۵۴          | باشگاه فوتبال الهلال               |
| ۴     | مدافع     | حمد المنتشری                      | ۲۲ ژوئن ۱۹۸۲ (۲۸ سال)   | ۵۴          | باشگاه فوتبال الاتحاد              |
| ۵     | مدافع     | اسامه المولد                      | ۱۶ مه ۱۹۸۴ (۲۶ سال)     | ۳۸          | باشگاه فوتبال الاتحاد              |
| ۶     | هافبک     | احمد عطیف                         | ۱۴ آوریل ۱۹۸۵ (۲۵ سال)  | ۳۰          | باشگاه فوتبال الشباب عربستان سعودی |
| ۷     | مدافع     | کامل الموسی                       | ۲۹ اوت ۱۹۸۲ (۲۸ سال)    | ۱۲          | باشگاه فوتبال الاهلی عربستان سعودی |
| ۸     | هافبک     | مناف ابو شقیر                     | ۵ فوریه ۱۹۸۰ (۳۰ سال)   | ۴           | باشگاه فوتبال الاتحاد              |
| ۹     | مهاجم     | نایف هزازی                        | ۱۱ ژانویه ۱۹۸۹ (۲۱ سال) | ۱۴          | باشگاه فوتبال الاتحاد              |
| ۱۰    | هافبک     | محمد الشلهوب                      | ۸ دسامبر ۱۹۸۰ (۳۰ سال)  | ۶۸          | باشگاه فوتبال الهلال               |
| ۱۱    | مهاجم     | ناصر الشمرانی                     | ۲۳ نوامبر ۱۹۸۳ (۲۷ سال) | ۲۸          | باشگاه فوتبال الشباب عربستان سعودی |
| ۱۲    | مدافع     | مشعل السعید                       | ۱۸ ژوئیه ۱۹۸۳ (۲۷ سال)  | ۶           | باشگاه فوتبال الاتحاد              |
| ۱۳    | هافبک     | معتز الموسی                       | ۶ اوت ۱۹۸۷ (۲۳ سال)     | ۱           | باشگاه فوتبال الاهلی عربستان سعودی |
| ۱۴    | مدافع     | سعود کریری                        | ۸ ژوئن ۱۹۸۰ (۳۰ سال)    | ۴۶          | باشگاه فوتبال الاتحاد              |
| ۱۵    | مهاجم     | عبده عطیف                         | ۲ آوریل ۱۹۸۴ (۲۶ سال)   | ۵۰          | باشگاه فوتبال الشباب عربستان سعودی |
| ۱۶    | هافبک     | عبدالعزیز الدوسری (بازیکن فوتبال) | ۱۱ اکتبر ۱۹۸۹ (۲۱ سال)  | ۶           | باشگاه فوتبال الهلال               |
| ۱۷    | هافبک     | تیسیر الجاسم                      | ۲۵ ژوئیه ۱۹۸۴ (۲۶ سال)  | ۵۲          | باشگاه فوتبال الاهلی عربستان سعودی |
| ۱۸    | مهاجم     | نواف عابد                         | ۲۶ ژانویه ۱۹۹۰ (۲۰ سال) | ۶           | باشگاه فوتبال الهلال               |
| ۱۹    | هافبک     | محمد مسعد                         | ۱۷ فوریه ۱۹۸۳ (۲۷ سال)  | ۰           | باشگاه فوتبال الاهلی عربستان سعودی |
| ۲۰    | مهاجم     | یاسر القحطانی (کاپیتان (فوتبال))  | ۱۰ اکتبر ۱۹۸۲ (۲۸ سال)  | ۹۲          | باشگاه فوتبال الهلال               |
| ۲۱    | دروازه‌بان | مبروک زاید                        | ۲ نوامبر ۱۹۷۹ (۳۱ سال)  | ۳۶          | باشگاه فوتبال الاتحاد              |
| ۲۲    | دروازه‌بان | حسین شیعان                        | ۲۳ مه ۱۹۸۹ (۲۱ سال)     | ۰           | باشگاه فوتبال الشباب عربستان سعودی |
| ۲۳    | مهاجم     | مهند عسیری                        | ۸ ژانویه ۱۹۸۹ (۲۱ سال)  | ۱۶          | باشگاه فوتبال الوحده عربستان سعودی |

### سوریه
سرمربی:  Valeriu Tiţa
| شماره | جایگاه    | بازیکن                        | تاریخ تولد/سن            | بازی‌های ملی | باشگاه                              |
| ----- | --------- | ----------------------------- | ------------------------ | ----------- | ----------------------------------- |
| ۱     | دروازه‌بان | مصعب بلحوس (کاپیتان (فوتبال)) | ۵ اکتبر ۱۹۸۳ (۲۷ سال)    | ۷۲          | باشگاه فوتبال الکرامه سوریه         |
| ۲     | مدافع     | بلال عبدالدایم                | ۱ ژوئن ۱۹۸۳ (۲۷ سال)     | ۲۴          | باشگاه فوتبال الکرامه سوریه         |
| ۳     | مدافع     | علی دیاب (بازیکن)             | ۲۳ مه ۱۹۸۲ (۲۸ سال)      | ۸۰          | باشگاه فوتبال الشرطه دمشق           |
| ۴     | مدافع     | جهاد الباعور                  | ۱ ژانویه ۱۹۸۷ (۲۴ سال)   | ۲           | الجیش سوریه                         |
| ۵     | هافبک     | فراس اسماعیل                  | ۳ ژانویه ۱۹۸۳ (۲۸ سال)   | ۷۰          | الجیش سوریه                         |
| ۶     | هافبک     | جهاد الحسین                   | ۳۰ ژوئیه ۱۹۸۲ (۲۸ سال)   | ۷۲          | باشگاه ورزشی القادسیه کویت          |
| ۷     | هافبک     | عبدالرزاق الحسین              | ۱۵ سپتامبر ۱۹۸۶ (۲۴ سال) | ۳۳          | باشگاه فوتبال الکرامه سوریه         |
| ۸     | هافبک     | طه دیاب                       | ۲۳ ژوئیه ۱۹۹۰ (۲۰ سال)   | ۵           | باشگاه فوتبال الاتحاد سوریه         |
| ۹     | هافبک     | قصی حبیب                      | ۱۵ آوریل ۱۹۸۷ (۲۳ سال)   | ۵           | باشگاه فوتبال الشرطه دمشق           |
| ۱۰    | مهاجم     | فراس الخطیب                   | ۹ ژوئن ۱۹۸۳ (۲۷ سال)     | ۴۹          | باشگاه ورزشی القادسیه کویت          |
| ۱۱    | هافبک     | عادل عبدالله                  | ۱۲ ژانویه ۱۹۸۴ (۲۶ سال)  | ۲۹          | باشگاه فوتبال الکرامه سوریه         |
| ۱۲    | مهاجم     | محمد زینو                     | ۵ فوریه ۱۹۸۳ (۲۷ سال)    | ۴۵          | باشگاه فوتبال الکرامه سوریه         |
| ۱۳    | مدافع     | ندیم صباغ                     | ۴ اوت ۱۹۸۵ (۲۵ سال)      | ۵           | الجیش سوریه                         |
| ۱۴    | هافبک     | وائل عیان                     | ۹ آوریل ۱۹۸۵ (۲۵ سال)    | ۴۳          | باشگاه فوتبال الفیصلی عربستان سعودی |
| ۱۵    | مدافع     | احمد الصالح (بازیکن فوتبال)   | ۲۰ مه ۱۹۹۰ (۲۰ سال)      | ۰           | الجیش سوریه                         |
| ۱۶    | دروازه‌بان | Radwan Al Azhar               | ۱۲ مه ۱۹۷۹ (۳۱ سال)      | ۲۵          | باشگاه ورزشی المجد                  |
| ۱۷    | مدافع     | عبدالقادر دکه                 | ۱۰ ژانویه ۱۹۸۵ (۲۵ سال)  | ۳۷          | باشگاه فوتبال الاتحاد سوریه         |
| ۱۸    | مهاجم     | عبدالفتاح الآغا               | ۱ اوت ۱۹۸۴ (۲۶ سال)      | ۳۲          | Wadi Degla                          |
| ۱۹    | مهاجم     | سنحاریب ملکی                  | ۱ مارس ۱۹۸۴ (۲۶ سال)     | ۷           | باشگاه فوتبال لوکرن اوست والاندرن   |
| ۲۰    | هافبک     | لویی شنکو                     | ۲۹ نوامبر ۱۹۷۹ (۳۱ سال)  | ۷           | باشگاه فوتبال اوبی                  |
| ۲۱    | مدافع     | برهان صهیونی                  | ۷ آوریل ۱۹۸۶ (۲۴ سال)    | ۹           | الجیش سوریه                         |
| ۲۲    | دروازه‌بان | عدنان الحافظ                  | ۲۳ آوریل ۱۹۸۴ (۲۶ سال)   | ۳           | باشگاه ورزشی الوحده سوریه           |
| ۲۳    | هافبک     | سامر عوض                      | ۹ فوریه ۱۹۸۲ (۲۸ سال)    | ۱۱          | باشگاه ورزشی المجد                  |

## گروه C

### کره جنوبی
سرمربی: چو کوانگ-رایه
| شماره | جایگاه    | بازیکن                          | تاریخ تولد/سن           | بازی‌های ملی | باشگاه                        |
| ----- | --------- | ------------------------------- | ----------------------- | ----------- | ----------------------------- |
| ۱     | دروازه‌بان | جونگ سونگ-ریونگ                 | ۴ ژانویه ۱۹۸۵ (۲۶ سال)  | ۲۴          | باشگاه فوتبال سوون سامسونگ    |
| ۲     | مدافع     | Choi Hyo-Jin                    | ۱۸ اوت ۱۹۸۳ (۲۷ سال)    | ۱۰          | Sangju Sangmu Phoenix         |
| ۳     | مدافع     | Hwang Jae-Won                   | ۱۳ آوریل ۱۹۸۱ (۲۹ سال)  | ۴           | باشگاه فوتبال سوون سامسونگ    |
| ۴     | مدافع     | کو یانگ هیانگ                   | ۳ نوامبر ۱۹۸۳ (۲۷ سال)  | ۳۹          | باشگاه ورزشی الریان           |
| ۵     | مدافع     | کواک تائه-هوی                   | ۸ ژوئیه ۱۹۸۱ (۲۹ سال)   | ۱۶          | باشگاه فوتبال کیوتو سانگا     |
| ۶     | هافبک     | Lee Yong-Rae                    | ۱۷ آوریل ۱۹۸۶ (۲۴ سال)  | ۱           | باشگاه فوتبال سوون سامسونگ    |
| ۷     | هافبک     | پارک جی سونگ (کاپیتان (فوتبال)) | ۲۵ فوریه ۱۹۸۱ (۲۹ سال)  | ۹۵          | باشگاه فوتبال منچستر یونایتد  |
| ۸     | هافبک     | یون بیت-گارام                   | ۷ مه ۱۹۹۰ (۲۰ سال)      | ۳           | باشگاه فوتبال جیونگنام        |
| ۹     | مهاجم     | Yoo Byung-Soo                   | ۲۶ مارس ۱۹۸۸ (۲۲ سال)   | ۲           | باشگاه فوتبال اینچئون یونایتد |
| ۱۰    | مهاجم     | جی دونگ-وون                     | ۲۸ مه ۱۹۹۱ (۱۹ سال)     | ۱           | باشگاه فوتبال چونام دراگونز   |
| ۱۱    | هافبک     | سون هیونگ-مین                   | ۸ ژوئیه ۱۹۹۲ (۱۸ سال)   | ۱           | باشگاه فوتبال هامبورگ         |
| ۱۲    | مدافع     | لی یانگ پایو                    | ۲۳ آوریل ۱۹۷۷ (۳۳ سال)  | ۱۲۱         | باشگاه فوتبال الهلال          |
| ۱۳    | هافبک     | کو جاچئول                       | ۲۷ فوریه ۱۹۸۹ (۲۱ سال)  | ۱۰          | باشگاه فوتبال ججو یونایتد     |
| ۱۴    | مدافع     | لی یونگ سو                      | ۸ ژانویه ۱۹۸۰ (۳۰ سال)  | ۳۳          | باشگاه ورزشی السد             |
| ۱۵    | مدافع     | هونگ جئونگ-هو (بازیکن فوتبال)   | ۱۲ اوت ۱۹۸۹ (۲۱ سال)    | ۳           | باشگاه فوتبال ججو یونایتد     |
| ۱۶    | هافبک     | کی سونگ-یونگ                    | ۲۴ ژانویه ۱۹۸۹ (۲۱ سال) | ۳۰          | باشگاه فوتبال سلتیک           |
| ۱۷    | هافبک     | لی چونگ-یونگ                    | ۲ ژوئیه ۱۹۸۸ (۲۲ سال)   | ۳۱          | باشگاه فوتبال بولتون واندررز  |
| ۱۸    | هافبک     | کیم بو-کیونگ                    | ۶ اکتبر ۱۹۸۹ (۲۱ سال)   | ۸           | باشگاه فوتبال سرزو اوساکا     |
| ۱۹    | هافبک     | یئوم کی هون                     | ۳۰ مارس ۱۹۸۳ (۲۷ سال)   | ۳۹          | باشگاه فوتبال سوون سامسونگ    |
| ۲۰    | مهاجم     | کیم شین-ووک                     | ۱۴ آوریل ۱۹۸۸ (۲۲ سال)  | ۳           | باشگاه فوتبال اولسان هیوندای  |
| ۲۱    | دروازه‌بان | کیم یانگ دائه                   | ۱۱ اکتبر ۱۹۷۹ (۳۱ سال)  | ۲۱          | باشگاه فوتبال سئول            |
| ۲۲    | مدافع     | چا دو ری                        | ۲۵ ژوئیه ۱۹۸۰ (۳۰ سال)  | ۵۲          | باشگاه فوتبال سلتیک           |
| ۲۳    | دروازه‌بان | کیم جین-هیون (بازیکن فوتبال)    | ۶ ژوئیه ۱۹۸۷ (۲۳ سال)   | ۰           | باشگاه فوتبال سرزو اوساکا     |

### استرالیا
سرمربی:  Holger Osieck
| شماره | جایگاه    | بازیکن                       | تاریخ تولد/سن            | بازی‌های ملی | باشگاه                            |
| ----- | --------- | ---------------------------- | ------------------------ | ----------- | --------------------------------- |
| ۱     | دروازه‌بان | مارک شوارزر                  | ۶ اکتبر ۱۹۷۲ (۳۸ سال)    | ۸۲          | باشگاه فوتبال فولام               |
| ۲     | مدافع     | لوکاس نیل (کاپیتان (فوتبال)) | ۹ مارس ۱۹۷۸ (۳۲ سال)     | ۶۳          | باشگاه فوتبال گالاتاسرای          |
| ۳     | مدافع     | دیوید کارنی                  | ۳۰ نوامبر ۱۹۸۳ (۲۷ سال)  | ۳۲          | باشگاه فوتبال بلکپول              |
| ۴     | هافبک     | تیم کیهیل                    | ۶ دسامبر ۱۹۷۹ (۳۱ سال)   | ۴۶          | باشگاه فوتبال اورتون              |
| ۵     | هافبک     | جیسون کولینا                 | ۵ اوت ۱۹۸۰ (۳۰ سال)      | ۵۶          | باشگاه فوتبال گولدکوست یونایتد    |
| ۶     | مدافع     | ساشا اوگننوفسکی              | ۳ آوریل ۱۹۷۹ (۳۱ سال)    | ۱           | باشگاه فوتبال سئونگنام            |
| ۷     | هافبک     | برت امرتون                   | ۲۲ فوریه ۱۹۷۹ (۳۱ سال)   | ۷۸          | باشگاه فوتبال بلکبرن روورز        |
| ۸     | مدافع     | لوک ویلکشیر                  | ۲ اکتبر ۱۹۸۱ (۲۹ سال)    | ۵۰          | باشگاه فوتبال دینامو مسکو         |
| ۹     | مهاجم     | اسکات مک‌دونالد               | ۲۱ اوت ۱۹۸۳ (۲۷ سال)     | ۲۰          | باشگاه فوتبال میدلزبرو            |
| ۱۰    | هافبک     | هری کیول                     | ۲۲ سپتامبر ۱۹۷۸ (۳۲ سال) | ۴۷          | باشگاه فوتبال گالاتاسرای          |
| ۱۱    | مهاجم     | ناتان برنز                   | ۲۳ ژوئیه ۱۹۸۸ (۲۲ سال)   | ۵           | باشگاه فوتبال آ. ا. ک آتن         |
| ۱۲    | دروازه‌بان | Nathan Coe                   | ۱ ژوئن ۱۹۸۴ (۲۶ سال)     | ۰           | باشگاه فوتبال سوندریوسکه          |
| ۱۳    | مدافع     | جید نورث                     | ۷ ژانویه ۱۹۸۲ (۲۹ سال)   | ۳۱          | باشگاه فوتبال ولینگتون فونیکس     |
| ۱۴    | هافبک     | برت هولمن                    | ۲۷ مارس ۱۹۸۴ (۲۶ سال)    | ۳۸          | باشگاه فوتبال آزد آلکمار          |
| ۱۵    | هافبک     | میله یدیناک                  | ۳ اوت ۱۹۸۴ (۲۶ سال)      | ۱۶          | باشگاه ورزشی گنچلربیرلیغی         |
| ۱۶    | هافبک     | کارل والری                   | ۱۴ اوت ۱۹۸۴ (۲۶ سال)     | ۲۹          | باشگاه فوتبال ساسوئولو            |
| ۱۷    | هافبک     | مت مک‌کی                      | ۱۱ ژانویه ۱۹۸۳ (۲۷ سال)  | ۶           | باشگاه فوتبال بریزبن رور          |
| ۱۸    | دروازه‌بان | برد جونز (بازیکن فوتبال)     | ۱۹ مارس ۱۹۸۲ (۲۸ سال)    | ۲           | باشگاه فوتبال لیورپول             |
| ۱۹    | هافبک     | تامی اور                     | ۱۰ دسامبر ۱۹۹۱ (۱۹ سال)  | ۳           | باشگاه فوتبال اوترخت              |
| ۲۰    | مدافع     | متیو اشپیرانوویچ             | ۲۷ ژوئن ۱۹۸۸ (۲۲ سال)    | ۵           | باشگاه فوتبال اوراوا رد دیاموندز  |
| ۲۱    | مدافع     | Jonathan McKain              | ۲۱ سپتامبر ۱۹۸۲ (۲۸ سال) | ۱۴          | باشگاه فوتبال النصر عربستان سعودی |
| ۲۲    | هافبک     | نیل کیلکنی                   | ۱۹ دسامبر ۱۹۸۵ (۲۵ سال)  | ۲           | باشگاه فوتبال لیدز یونایتد        |
| ۲۳    | مهاجم     | رابی کروز                    | ۵ اکتبر ۱۹۸۸ (۲۲ سال)    | ۰           | باشگاه فوتبال ملبورن ویکتوری      |

### بحرین
سرمربی: سلمان شریده
| شماره | جایگاه    | بازیکن                        | تاریخ تولد/سن           | بازی‌های ملی | باشگاه                             |
| ----- | --------- | ----------------------------- | ----------------------- | ----------- | ---------------------------------- |
| ۱     | دروازه‌بان | Mahmood Abdulla               | ۱ ژوئن ۱۹۸۰ (۳۰ سال)    | ۰           | باشگاه ورزشی المحرق                |
| ۲     | مدافع     | راشد الهوتی                   | ۲۴ دسامبر ۱۹۸۹ (۲۱ سال) | ۶           | East Riffa                         |
| ۳     | مدافع     | Abdulla Al Marzooqi           | ۱۲ دسامبر ۱۹۸۰ (۳۰ سال) | ۶۷          | باشگاه ورزشی السیلیه               |
| ۴     | هافبک     | عبدالله بابا فتای             | ۲ نوامبر ۱۹۸۵ (۲۵ سال)  | ۲۷          | باشگاه فوتبال الاتحاد کلبا         |
| ۵     | مدافع     | Saleh Abdulhameed             | ۴ اوت ۱۹۸۲ (۲۸ سال)     | ۵           | باشگاه فوتبال النجمه بحرین         |
| ۶     | مدافع     | Abbas Ayyad                   | ۱۱ مه ۱۹۸۷ (۲۳ سال)     | ۱۳          | Al-Ahli                            |
| ۷     | هافبک     | Hamad Rakea Al Anezi          | ۲۲ آوریل ۱۹۸۴ (۲۶ سال)  | ۱۷          | باشگاه ورزشی الرفاع                |
| ۸     | مهاجم     | جسی جان اوکوونوان             | ۸ اکتبر ۱۹۸۵ (۲۵ سال)   | ۴۳          | باشگاه فوتبال اسکی‌شهراسپور         |
| ۹     | هافبک     | عبدالوهاب المالود             | ۷ ژوئن ۱۹۹۰ (۲۰ سال)    | ۲           | باشگاه ورزشی المحرق                |
| ۱۰    | هافبک     | ولید الحیام                   | ۴ نوامبر ۱۹۸۸ (۲۲ سال)  | ۱۰          | باشگاه ورزشی المحرق                |
| ۱۱    | مهاجم     | اسماعیل عبداللطیف             | ۵ سپتامبر ۱۹۸۶ (۲۴ سال) | ۵۵          | باشگاه ورزشی الرفاع                |
| ۱۲    | هافبک     | فوزی عایش                     | ۲۷ فوریه ۱۹۸۵ (۲۵ سال)  | ۵۰          | باشگاه ورزشی السیلیه               |
| ۱۳    | هافبک     | محمود عبدالرحمن               | ۲۲ نوامبر ۱۹۸۴ (۲۶ سال) | ۳۴          | باشگاه ورزشی الشمال                |
| ۱۴    | مدافع     | سلمان عیسی (کاپیتان (فوتبال)) | ۱۲ ژوئیه ۱۹۷۷ (۳۳ سال)  | ۱۰۱         | باشگاه فوتبال العربی قطر           |
| ۱۵    | هافبک     | عبدالله عمر                   | ۱ ژانویه ۱۹۸۷ (۲۴ سال)  | ۳۵          | Neuchâtel Xamax                    |
| ۱۶    | مدافع     | Dawood Saad                   | ۶ دسامبر ۱۹۸۲ (۲۸ سال)  | ۴           | باشگاه ورزشی الرفاع                |
| ۱۷    | مدافع     | حسین علی بابا                 | ۱۱ فوریه ۱۹۸۲ (۲۸ سال)  | ۶۳          | باشگاه فوتبال الشباب عربستان سعودی |
| ۱۸    | هافبک     | عبدالوهاب الصافی              | ۱۳ آوریل ۱۹۸۷ (۲۳ سال)  | ۱۴          | Al-Ahli                            |
| ۱۹    | هافبک     | Mahmood Al Ajmi               | ۸ مه ۱۹۸۷ (۲۳ سال)      | ۰           | باشگاه ورزشی الرفاع                |
| ۲۰    | مهاجم     | Abdulla Al-Dakeel             | ۳ ژوئن ۱۹۸۵ (۲۵ سال)    | ۱۷          | باشگاه ورزشی المحرق                |
| ۲۱    | دروازه‌بان | Ahmed Mushaima                | ۱۳ دسامبر ۱۹۸۲ (۲۸ سال) | ۰           | Al Ahli                            |
| ۲۲    | دروازه‌بان | Abbas Ahmed Khamis            | ۱۳ ژوئن ۱۹۸۳ (۲۷ سال)   | ۱۰          | Al-Ahli                            |
| ۲۳    | مدافع     | Ebrahim Al Mishkhas           | ۷ ژوئیه ۱۹۸۰ (۳۰ سال)   | ۱۴          | باشگاه ورزشی المحرق                |

### هند
سرمربی:  باب هوتون
| شماره | جایگاه    | بازیکن                           | تاریخ تولد/سن            | بازی‌های ملی | باشگاه                             |
| ----- | --------- | -------------------------------- | ------------------------ | ----------- | ---------------------------------- |
| ۱     | دروازه‌بان | Subrata Pal                      | ۲۴ دسامبر ۱۹۸۶ (۲۴ سال)  | ۳۰          | باشگاه فوتبال پونه                 |
| ۲     | مدافع     | Moirangthem Govin Singh          | ۳ ژانویه ۱۹۸۸ (۲۳ سال)   | ۰           | باشگاه فوتبال بنگال شرقی           |
| ۳     | مدافع     | Nanjangud Shivananju Manju       | ۹ مه ۱۹۸۷ (۲۳ سال)       | ۲۲          | باشگاه ورزشی موهان باگان           |
| ۴     | مدافع     | Rakesh Masih                     | ۱۸ مارس ۱۹۸۷ (۲۳ سال)    | ۱           | باشگاه ورزشی موهان باگان           |
| ۵     | مدافع     | Anwar Ali                        | ۲۴ سپتامبر ۱۹۸۴ (۲۶ سال) | ۲۳          | باشگاه فوتبال دمپو                 |
| ۶     | هافبک     | Baldeep Singh Junior             | ۱۲ ژانویه ۱۹۸۷ (۲۳ سال)  | ۲           | باشگاه فوتبال جی سی تی             |
| ۷     | هافبک     | Pappachen Pradeep                | ۲۸ آوریل ۱۹۸۳ (۲۷ سال)   | ۳۷          | باشگاه فوتبال بمبئی                |
| ۸     | هافبک     | Renedy Singh                     | ۲۰ ژوئن ۱۹۷۹ (۳۱ سال)    | ۵۵          | بازیکن آزاد                        |
| ۹     | مهاجم     | Abhishek Yadav                   | ۱۰ ژوئن ۱۹۸۰ (۳۰ سال)    | ۲۸          | باشگاه فوتبال بمبئی                |
| ۱۰    | هافبک     | Clifford Miranda                 | ۱۱ ژوئیه ۱۹۸۲ (۲۸ سال)   | ۱۹          | باشگاه فوتبال دمپو                 |
| ۱۱    | مهاجم     | سونیل چتری                       | ۳ اوت ۱۹۸۴ (۲۶ سال)      | ۴۰          | باشگاه فوتبال اسپورتینگ کانزاس‌سیتی |
| ۱۲    | مدافع     | Deepak Mondal                    | ۱۳ اکتبر ۱۹۷۹ (۳۱ سال)   | ۴۲          | باشگاه ورزشی موهان باگان           |
| ۱۳    | دروازه‌بان | گورپریت سینگ ساندو               | ۳ فوریه ۱۹۹۲ (۱۸ سال)    | ۰           | AIFF XI                            |
| ۱۴    | مدافع     | Mahesh Gawli                     | ۲۳ ژانویه ۱۹۸۰ (۳۰ سال)  | ۵۶          | باشگاه فوتبال دمپو                 |
| ۱۵    | مهاجم     | بایچونگ بوتیا (کاپیتان (فوتبال)) | ۱۵ دسامبر ۱۹۷۶ (۳۴ سال)  | ۱۰۲         | باشگاه فوتبال بنگال شرقی           |
| ۱۶    | هافبک     | Mehrajuddin Wadoo                | ۱۲ فوریه ۱۹۸۴ (۲۶ سال)   | ۲۵          | باشگاه فوتبال بنگال شرقی           |
| ۱۷    | مدافع     | Irungbam Surkumar Singh          | ۲۱ مارس ۱۹۸۳ (۲۷ سال)    | ۴۴          | باشگاه ورزشی موهان باگان           |
| ۱۸    | مهاجم     | Mohammed Rafi                    | ۲۴ مه ۱۹۸۲ (۲۸ سال)      | ۴           | باشگاه فوتبال چرچیل برادرز         |
| ۱۹    | مدافع     | Gouramangi Singh                 | ۲۵ ژانویه ۱۹۸۵ (۲۵ سال)  | ۳۰          | باشگاه فوتبال چرچیل برادرز         |
| ۲۰    | هافبک     | Climax Lawrence                  | ۱۶ ژانویه ۱۹۷۹ (۳۱ سال)  | ۵۱          | باشگاه فوتبال دمپو                 |
| ۲۱    | دروازه‌بان | Subhasish Roy Chowdhury          | ۲۷ سپتامبر ۱۹۸۶ (۲۴ سال) | ۱           | باشگاه فوتبال دمپو                 |
| ۲۲    | هافبک     | Syed Rahim Nabi                  | ۱۴ دسامبر ۱۹۸۵ ‏(۳۹ سال)  | ۲۰          | باشگاه فوتبال بنگال شرقی           |
| ۲۳    | هافبک     | Steven Dias                      | ۲۵ دسامبر ۱۹۸۳ (۲۷ سال)  | ۳۲          | باشگاه فوتبال چرچیل برادرز         |

## گروه D

### کره شمالی
سرمربی: جو تانگ سوپ
| شماره | جایگاه    | بازیکن                                | تاریخ تولد/سن            | بازی‌های ملی | باشگاه                     |
| ----- | --------- | ------------------------------------- | ------------------------ | ----------- | -------------------------- |
| ۱     | دروازه‌بان | ری مایان گوک                          | ۹ سپتامبر ۱۹۸۶ (۲۴ سال)  | ۳۷          | Pyongyang City             |
| ۲     | مدافع     | چا جونگ هیوک                          | ۲۵ سپتامبر ۱۹۸۵ (۲۵ سال) | ۳۷          | Wil                        |
| ۳     | مدافع     | ری جون ایل                            | ۲۴ اوت ۱۹۸۷ (۲۳ سال)     | ۳۰          | Sobaeksu                   |
| ۴     | هافبک     | پاک نام کو (بازیکن فوتبال، زاده ۱۹۸۵) | ۲ ژوئیه ۱۹۸۵ (۲۵ سال)    | ۳۵          | باشگاه فوتبال ۲۵ آوریل     |
| ۵     | مدافع     | ری کوان چام                           | ۴ سپتامبر ۱۹۸۵ (۲۵ سال)  | ۴۱          | باشگاه فوتبال ۲۵ آوریل     |
| ۶     | هافبک     | Choe Myong-Ho                         | ۳ ژوئیه ۱۹۸۸ (۲۲ سال)    | ۵           | Pyongyang City             |
| ۷     | هافبک     | ریانگ یونگ-گی                         | ۷ ژانویه ۱۹۸۲ (۲۹ سال)   | ۱۰          | باشگاه فوتبال وگالتا سندای |
| ۸     | مدافع     | جی یون نام                            | ۲۰ نوامبر ۱۹۷۶ (۳۴ سال)  | ۳۲          | باشگاه فوتبال ۲۵ آوریل     |
| ۹     | مهاجم     | یون ته سه                             | ۲ مارس ۱۹۸۴ (۲۶ سال)     | ۲۷          | باشگاه فوتبال بوخوم        |
| ۱۰    | مهاجم     | هان یانگ جو (کاپیتان (فوتبال))        | ۲۲ مهٔ ۱۹۸۲ ‏(۴۲ سال)      | ۶۹          | بازیکن آزاد                |
| ۱۱    | هافبک     | مون این‌گوک                            | ۲۹ سپتامبر ۱۹۷۸ (۳۲ سال) | ۴۵          | باشگاه فوتبال ۲۵ آوریل     |
| ۱۲    | مدافع     | جون کوانگ ایک                         | ۵ آوریل ۱۹۸۸ (۲۲ سال)    | ۱۱          | باشگاه ورزشی آمنوکگانگ     |
| ۱۳    | مدافع     | پاک چل جین                            | ۵ سپتامبر ۱۹۸۵ (۲۵ سال)  | ۳۶          | باشگاه ورزشی آمنوکگانگ     |
| ۱۴    | مدافع     | پاک نام کو (بازیکن فوتبال، زاده ۱۹۸۸) | ۳ اکتبر ۱۹۸۸ (۲۲ سال)    | ۶           | باشگاه ورزشی آمنوکگانگ     |
| ۱۵    | هافبک     | کیم یونگ جون                          | ۱۹ ژوئیه ۱۹۸۳ (۲۷ سال)   | ۸۶          | Pyongyang City             |
| ۱۶    | مهاجم     | چوئه کوم-چول                          | ۹ فوریه ۱۹۸۷ (۲۳ سال)    | ۱۸          | Rimyongsu                  |
| ۱۷    | هافبک     | آن یانگ هاک                           | ۲۵ اکتبر ۱۹۷۸ (۳۲ سال)   | ۳۰          | باشگاه فوتبال کاشیوا ریسول |
| ۱۸    | دروازه‌بان | کیم میونگ گیل                         | ۱۶ اکتبر ۱۹۸۴ (۲۶ سال)   | ۳۱          | باشگاه ورزشی آمنوکگانگ     |
| ۱۹    | مهاجم     | آن چول هیوک                           | ۲۷ ژوئن ۱۹۸۵ (۲۵ سال)    | ۱۹          | Rimyongsu                  |
| ۲۰    | مدافع     | ری کوانگ هایاک                        | ۱۷ آوریل ۱۹۸۷ (۲۳ سال)   | ۵           | Kyonggongop                |
| ۲۱    | مهاجم     | Pak Chol-Min                          | ۱۰ دسامبر ۱۹۸۸ (۲۲ سال)  | ۸           | Rimyongsu                  |
| ۲۲    | دروازه‌بان | ری کوانگ-ایل                          | ۱۳ آوریل ۱۹۸۸ (۲۲ سال)   | ۰           | Sobaeksu                   |
| ۲۳    | هافبک     | Kim Kuk-Jin                           | ۵ ژانویه ۱۹۸۹ (۲۲ سال)   | ۲           | Wil                        |

### امارات متحدهٔ عربی
سرمربی:  سرچکو کاتانیتس
| شماره | جایگاه    | بازیکن                        | تاریخ تولد/سن            | بازی‌های ملی | باشگاه                           |
| ----- | --------- | ----------------------------- | ------------------------ | ----------- | -------------------------------- |
| ۱     | دروازه‌بان | ماجد ناصر                     | ۱ آوریل ۱۹۸۴ (۲۶ سال)    | ۵۳          | باشگاه فوتبال الوصل امارات       |
| ۲     | مدافع     | خالد سبیل                     | ۲۲ ژوئن ۱۹۸۷ (۲۳ سال)    | ۸           | باشگاه الجزیره امارات            |
| ۳     | مدافع     | محمد احمد (بازیکن فوتبال)     | ۱۶ آوریل ۱۹۸۹ (۲۱ سال)   | ۳           | باشگاه فوتبال الشباب امارات      |
| ۴     | هافبک     | سبیت خاطر                     | ۲۷ فوریه ۱۹۸۰ (۳۰ سال)   | ۹۹          | باشگاه الجزیره امارات            |
| ۵     | هافبک     | عامر عبدالرحمن                | ۳ ژوئیه ۱۹۸۹ (۲۱ سال)    | ۶           | باشگاه ورزشی بنی یاس             |
| ۶     | مدافع     | فارس جمعه                     | ۳۰ دسامبر ۱۹۸۸ (۲۲ سال)  | ۲۶          | باشگاه فوتبال العین              |
| ۷     | هافبک     | علی الوهیبی                   | ۲۷ اکتبر ۱۹۸۳ (۲۷ سال)   | ۳۳          | باشگاه فوتبال العین              |
| ۸     | مدافع     | حمدان الکمالی                 | ۲ مه ۱۹۸۹ (۲۱ سال)       | ۱۵          | باشگاه فوتبال الوحده امارات      |
| ۹     | مهاجم     | محمد سعید الشحی               | ۲۸ مارس ۱۹۸۸ (۲۲ سال)    | ۴۵          | باشگاه فوتبال الوحده امارات      |
| ۱۰    | مهاجم     | اسماعیل مطر                   | ۷ آوریل ۱۹۸۳ (۲۷ سال)    | ۸۸          | باشگاه فوتبال الوحده امارات      |
| ۱۱    | مهاجم     | احمد خلیل                     | ۸ ژوئن ۱۹۹۱ (۱۹ سال)     | ۱۷          | باشگاه فوتبال شباب الاهلی امارات |
| ۱۲    | دروازه‌بان | عبید الطویله                  | ۲۶ اوت ۱۹۷۹ (۳۱ سال)     | ۵           | باشگاه فوتبال شباب الاهلی امارات |
| ۱۳    | هافبک     | ذیاب عوانه                    | ۸ آوریل ۱۹۹۰ (۲۰ سال)    | ۵           | باشگاه ورزشی بنی یاس             |
| ۱۴    | مدافع     | ولید عباس                     | ۱۱ ژوئن ۱۹۸۵ (۲۵ سال)    | ۱۸          | باشگاه فوتبال الشباب امارات      |
| ۱۵    | هافبک     | اسماعیل الحمادی               | ۱ ژوئیه ۱۹۸۸ (۲۲ سال)    | ۲۷          | باشگاه فوتبال شباب الاهلی امارات |
| ۱۶    | هافبک     | عامر مبارک                    | ۲۷ دسامبر ۱۹۸۷ (۲۳ سال)  | ۳۲          | باشگاه فوتبال النصر امارات       |
| ۱۷    | مدافع     | یوسف جابر                     | ۲۵ فوریه ۱۹۸۵ (۲۵ سال)   | ۲۸          | باشگاه ورزشی بنی یاس             |
| ۱۸    | مدافع     | عبدالله موسی البلوشی          | ۲۳ فوریه ۱۹۸۷ (۲۳ سال)   | ۳           | باشگاه الجزیره امارات            |
| ۱۹    | مهاجم     | سعید الکاس (کاپیتان (فوتبال)) | ۲۰ فوریه ۱۹۷۶ (۳۴ سال)   | ۶۰          | باشگاه فوتبال الوصل امارات       |
| ۲۰    | مهاجم     | سعید الکثیری                  | ۲۸ مارس ۱۹۸۸ (۲۲ سال)    | ۳           | باشگاه فوتبال الوحده امارات      |
| ۲۱    | مدافع     | محمود خمیس                    | ۲۸ اکتبر ۱۹۸۷ (۲۳ سال)   | ۰           | باشگاه فوتبال الوحده امارات      |
| ۲۲    | دروازه‌بان | علی خصیف                      | ۹ ژوئن ۱۹۸۷ (۲۳ سال)     | ۳           | باشگاه الجزیره امارات            |
| ۲۳    | مهاجم     | عمر عبدالرحمان                | ۲۰ سپتامبر ۱۹۹۱ (۱۹ سال) | ۳           | باشگاه فوتبال العین              |

### عراق
سرمربی:  ولفگانگ سیدکا
| شماره | جایگاه    | بازیکن                        | تاریخ تولد/سن            | بازی‌های ملی | باشگاه                          |
| ----- | --------- | ----------------------------- | ------------------------ | ----------- | ------------------------------- |
| ۱     | دروازه‌بان | علی مطشر                      | ۱۱ ژوئن ۱۹۸۹ (۲۱ سال)    | ۴           | باشگاه ورزشی الطلبه عراق        |
| ۲     | مدافع     | محمدعلی کریم                  | ۲۵ ژوئن ۱۹۸۶ (۲۴ سال)    | ۲۳          | باشگاه ورزشی الزورا             |
| ۳     | مدافع     | باسم عباس                     | ۱ ژوئیه ۱۹۸۲ (۲۸ سال)    | ۷۰          | باشگاه فوتبال کونیااسپور        |
| ۴     | هافبک     | قصی منیر                      | ۱۲ آوریل ۱۹۸۱ (۲۹ سال)   | ۶۰          | باشگاه ورزشی القطر              |
| ۵     | هافبک     | نشأت اکرم                     | ۱۲ سپتامبر ۱۹۸۴ (۲۶ سال) | ۹۶          | باشگاه ورزشی الوکره             |
| ۶     | هافبک     | سعد عبدالامیر                 | ۱۹ ژانویه ۱۹۹۲ (۱۸ سال)  | ۹           | باشگاه ورزشی الکرخ              |
| ۷     | مهاجم     | عماد رضا                      | ۲۴ ژوئیه ۱۹۸۲ (۲۸ سال)   | ۸۹          | باشگاه فوتبال شاهین بوشهر       |
| ۸     | هافبک     | سامر سعید                     | ۱ ژوئیه ۱۹۸۷ (۲۳ سال)    | ۲۰          | Al-Ahly Tripoli                 |
| ۹     | مهاجم     | مصطفی کریم                    | ۲۱ ژوئیه ۱۹۸۷ (۲۳ سال)   | ۲۶          | باشگاه ورزشی السیلیه            |
| ۱۰    | مهاجم     | یونس محمود (کاپیتان (فوتبال)) | ۲ مارس ۱۹۸۳ (۲۷ سال)     | ۸۶          | باشگاه ورزشی الغرافه            |
| ۱۱    | هافبک     | هوار ملا محمد                 | ۱ ژوئن ۱۹۸۱ (۲۹ سال)     | ۹۵          | باشگاه فوتبال استقلال تهران     |
| ۱۲    | دروازه‌بان | محمد قاصد                     | ۱۰ دسامبر ۱۹۸۶ (۲۴ سال)  | ۳۰          | باشگاه ورزشی اربیل              |
| ۱۳    | هافبک     | کرار جاسم                     | ۱۱ ژوئن ۱۹۸۷ (۲۳ سال)    | ۳۳          | باشگاه فوتبال تراکتورسازی تبریز |
| ۱۴    | مدافع     | سلام شاکر                     | ۳۱ ژوئیه ۱۹۸۶ (۲۴ سال)   | ۲۷          | باشگاه ورزشی الخور              |
| ۱۵    | مدافع     | علی رحیمه                     | ۸ اوت ۱۹۸۵ (۲۵ سال)      | ۶۱          | باشگاه ورزشی الوکره             |
| ۱۶    | مدافع     | سامال سعید                    | ۷ ژانویه ۱۹۸۶ (۲۵ سال)   | ۳۲          | باشگاه فوتبال نجف               |
| ۱۷    | مهاجم     | علا عبدالزهره                 | ۲۲ دسامبر ۱۹۸۷ (۲۳ سال)  | ۲۷          | باشگاه ورزشی الخریطیات          |
| ۱۸    | هافبک     | مهدی کریم                     | ۱۰ دسامبر ۱۹۸۳ (۲۷ سال)  | ۸۳          | باشگاه ورزشی اربیل              |
| ۱۹    | هافبک     | احمد ایاد                     | ۱ ژانویه ۱۹۸۹ (۲۲ سال)   | ۱۵          | باشگاه فوتبال نیروی هوایی عراق  |
| ۲۰    | هافبک     | مثنی خالد                     | ۱۴ ژوئن ۱۹۸۹ (۲۱ سال)    | ۱۰          | باشگاه فوتبال نیروی هوایی عراق  |
| ۲۱    | مدافع     | احمد ابراهیم خلف              | ۲۵ فوریه ۱۹۹۲ (۱۸ سال)   | ۳           | باشگاه ورزشی اربیل              |
| ۲۲    | دروازه‌بان | حیدر رعد                      | ۲۷ آوریل ۱۹۹۱ (۱۹ سال)   | ۱           | باشگاه ورزشی الکرخ              |
| ۲۳    | مدافع     | سعد عطیه                      | ۲۶ فوریه ۱۹۸۷ (۲۳ سال)   | ۱۶          | باشگاه ورزشی اربیل              |

### ایران
سرمربی: افشین قطبی
| شماره | جایگاه    | بازیکن                         | تاریخ تولد/سن            | بازی‌های ملی | باشگاه                          |
| ----- | --------- | ------------------------------ | ------------------------ | ----------- | ------------------------------- |
| ۱     | دروازه‌بان | سید مهدی رحمتی                 | ۲ فوریه ۱۹۸۳ (۲۷ سال)    | ۵۶          | باشگاه فوتبال سپاهان اصفهان     |
| ۲     | مدافع     | خسرو حیدری                     | ۱۴ سپتامبر ۱۹۸۳ (۲۷ سال) | ۲۲          | باشگاه فوتبال سپاهان اصفهان     |
| ۳     | مدافع     | فرشید طالبی                    | ۲۴ اوت ۱۹۸۱ (۲۹ سال)     | ۱           | باشگاه فوتبال ذوب‌آهن اصفهان     |
| ۴     | مدافع     | سید جلال حسینی                 | ۳ فوریه ۱۹۸۲ (۲۸ سال)    | ۵۶          | باشگاه فوتبال سپاهان اصفهان     |
| ۵     | مدافع     | هادی عقیلی                     | ۱۵ ژانویه ۱۹۸۱ (۲۹ سال)  | ۴۹          | باشگاه فوتبال سپاهان اصفهان     |
| ۶     | هافبک     | جواد نکونام (کاپیتان (فوتبال)) | ۷ سپتامبر ۱۹۸۰ (۳۰ سال)  | ۱۲۲         | باشگاه فوتبال اوساسونا          |
| ۷     | مهاجم     | غلامرضا رضایی                  | ۶ اوت ۱۹۸۴ (۲۶ سال)      | ۳۴          | باشگاه فوتبال پرسپولیس          |
| ۸     | هافبک     | مسعود شجاعی                    | ۹ ژوئن ۱۹۸۴ (۲۶ سال)     | ۳۵          | باشگاه فوتبال اوساسونا          |
| ۹     | مهاجم     | محمدرضا خلعتبری                | ۱۴ سپتامبر ۱۹۸۳ (۲۷ سال) | ۳۲          | باشگاه فوتبال ذوب‌آهن اصفهان     |
| ۱۰    | مهاجم     | کریم انصاری‌فرد                 | ۳ آوریل ۱۹۹۰ (۲۰ سال)    | ۹           | باشگاه فوتبال سایپا تهران       |
| ۱۱    | مدافع     | احسان حاج‌صفی                   | ۲۵ فوریه ۱۹۹۰ (۲۰ سال)   | ۳۰          | باشگاه فوتبال سپاهان اصفهان     |
| ۱۲    | دروازه‌بان | ابراهیم میرزاپور               | ۱۶ سپتامبر ۱۹۷۸ (۳۲ سال) | ۷۵          | باشگاه فوتبال پیکان تهران       |
| ۱۳    | مدافع     | محسن بنگر                      | ۶ ژوئیه ۱۹۷۹ (۳۱ سال)    | ۱۲          | باشگاه فوتبال سپاهان اصفهان     |
| ۱۴    | هافبک     | آندرانیک تیموریان              | ۶ مارس ۱۹۸۳ (۲۷ سال)     | ۵۱          | باشگاه فوتبال تراکتورسازی تبریز |
| ۱۵    | هافبک     | قاسم حدادی‌فر                   | ۱۲ ژوئیه ۱۹۸۳ (۲۷ سال)   | ۱           | باشگاه فوتبال ذوب‌آهن اصفهان     |
| ۱۶    | مهاجم     | رضا نوروزی                     | ۲۱ سپتامبر ۱۹۸۲ (۲۸ سال) | ۰           | باشگاه فوتبال فولاد خوزستان     |
| ۱۷    | هافبک     | محمد نوری (بازیکن فوتبال)      | ۹ ژانویه ۱۹۸۳ (۲۷ سال)   | ۱۴          | باشگاه فوتبال پرسپولیس          |
| ۱۸    | هافبک     | پژمان نوری                     | ۱۳ ژوئیه ۱۹۸۰ (۳۰ سال)   | ۳۰          | باشگاه فوتبال ملوان بندر انزلی  |
| ۱۹    | مهاجم     | محمد غلامی                     | ۱۳ فوریه ۱۹۸۳ (۲۷ سال)   | ۸           | باشگاه فوتبال استیل‌آذین تهران   |
| ۲۰    | مدافع     | محمد نصرتی                     | ۱۰ ژانویه ۱۹۸۱ (۲۹ سال)  | ۷۴          | باشگاه فوتبال تراکتورسازی تبریز |
| ۲۱    | مهاجم     | آرش افشین                      | ۲۱ ژانویه ۱۹۸۹ (۲۱ سال)  | ۰           | باشگاه فوتبال فولاد خوزستان     |
| ۲۲    | دروازه‌بان | شهاب گردان                     | ۲۲ مه ۱۹۸۴ (۲۶ سال)      | ۰           | باشگاه فوتبال ذوب‌آهن اصفهان     |
| ۲۳    | هافبک     | ایمان مبعلی                    | ۳ نوامبر ۱۹۸۲ (۲۸ سال)   | ۵۶          | باشگاه فوتبال استقلال تهران     |